# Annemarie Moser-Pröll

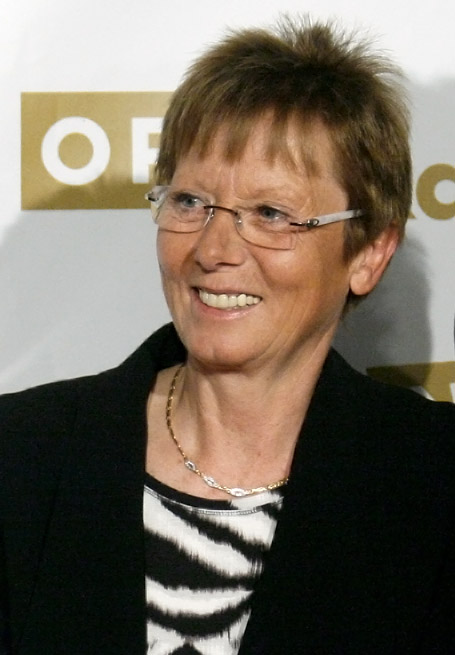
Annemarie Moser-Pröll in 2010

Annemarie Moser-Pröll (Kleinarl, 27 maart 1953) is een voormalige Oostenrijkse alpineskiester. In oktober 1973 trad ze in het huwelijk met Herbert Moser.
Annemarie Pröll was tweemaal deelnemer op de Olympische Winterspelen (in 1972 en 1980), waarbij zij in 1972 de zilveren medaille op de afdaling en de reuzenslalom veroverde én de wereldtitel op de combinatie welke tegelijkertijd met de Winterspelen plaatsvond. Tijdens de Winterspelen van 1980 veroverde zij de gouden medaille op de afdaling (gold tevens als WK). Ze werd nog twee keer wereldkampioene, in 1978 op de afdaling en combinatie, en won ze tweemaal brons op de wereldkampioenschappen, in 1970 op de afdaling en in 1978 op de reuzenslalom.
Ze werd zes maal winnares van de algemene wereldbeker in het alpineskiën (5x opeenvolgend van 1971-1975 en 1979) en van zeven wereldbekers op de afdaling en drie op de reuzenslalom. Ze is hiermee de succesvolste vrouw in deze competitie sinds deze van start ging in het seizoen 1966/67. Met 62 dagsuccessen (36x afdaling, 16x reuzenslalom, 3x slalom, 7x combinatie) en daarnaast nog 32x op de tweede en 19x op de derde plaats in de wereldbeker is ze ook hierin (nog) onovertroffen. Lindsey Vonn evenaarde in 2015 het record van 62 gewonnen wereldbekerwedstrijden.

## Erelijst

### OS / WK
N.B. de Olympische Spelen van 1972 en 1980 waren tevens de wereldkampioenschappen alpineskiën (de combinatie was geen olympische discipline) 
1970 · WK Val Gardena
 op de afdaling
1972 · OS Sapporo
 op de afdaling (+WK)
 op de reuzenslalom (+WK)
 op de combinatie (alleen WK)
1974 · WK Sankt Moritz
 op de afdaling
1978 · WK Garmich-Partenkirchen
 op de afdaling
 op de combinatie
 op de reuzenslalom
1980 · OS Lake Placid
 op de afdaling (+WK)

### WB eindklassement
* gedeelde plaats